# Protapatophysis
Protapatophysis is een kevergeslacht uit de familie van de boktorren (Cerambycidae). De wetenschappelijke naam van het geslacht werd voor het eerst geldig gepubliceerd in 1936 door Semenov & Schegoleva-Barovskaya.

## Soorten
Protapatophysis omvat de volgende soorten:
- Protapatophysis kabakovi Danilevsky, 2011
- Protapatophysis kashmiriana (Semenov, 1901)
- Protapatophysis montana (Gahan, 1906)
- Protapatophysis vartianae (Heyrovský, 1971)